# ورزشگاه دارال امان
ورزشگاه دارال امان (به لاتین: Darul Aman Stadium) یک ورزشگاه در مالزی است که در الور ستار واقع شده‌است.